# L'étau se resserre
 (février 2023).
Si vous disposez d'ouvrages ou d'articles de référence ou si vous connaissez des sites web de qualité traitant du thème abordé ici, merci de compléter l'article en donnant les références utiles à sa vérifiabilité et en les liant à la section « Notes et références ».
Pour l’article homonyme, voir L'Étau se resserre (film).
L'étau se resserre est le 28e épisode du feuilleton télévisé Prison Break et c'est le 6e épisode de la 2e saison.

## Résumé
Avec la mémoire photographique de T-Bag et les capacités de déduction de Michael, les fugitifs parviennent à localiser l'endroit où est enterré l'argent de Westmoreland : sous le garage de Jeanette, une habitante du quartier, à l'intérieur des fondations du silo du ranch KK. Ils coupent l'électricité de la maison et envoient Tweener chercher des affaires et faire le plein d'essence.
Il retourne à la quincaillerie vue dans l'épisode précédent et commence à prendre des affaires lorsque quelqu'un entre pour chercher le propriétaire du magasin. Tweener l'assomme, le ligote et le dépose à côté du commerçant.
Alexander Mahone est en Utah et travaille avec la police locale et les fédéraux pour « track down » l'argent de D. B. Cooper. En visitant une station-service où Cooper se serait rendu deux fois dans la même journée et en vérifiant la consommation d'essence de la voiture qu'il est supposé avoir utilisée (une Chevrolet Nova de 1965), Mahone réduit la recherche vers un ensemble de villes, où dans l'une d'elles les fugitifs travaillent. 
Michael, Lincoln, T-Bag et Tweener parviennent à entrer dans la maison de Jeanette en se faisant passer pour des ouvriers de la compagnie d'électricité. Elle les laisse seuls dans le garage où ils commencent à creuser, tandis que T-Bag distrait Jeanette. Ils flirtent tous les deux jusqu'à ce qu'elle lui confie qu'elle trouve Lincoln (« the big, quiet one ») (« le costaud, celui qui est calme ») à son goût. L'expression de T-Bag devient alors meurtrière. 
Haywire est dans un premier temps repéré dans un restaurant à Cedar Grove (Wisconsin). Puis, il se réfugie dans la maison d'une vieille aveugle à qui il fait croire qu'il est son fils, qui serait parti un jour en courant pour se marier. Cependant, elle réalise qu'il est un imposteur et appelle la police. Les policiers qui arrivent un peu plus tard la trouvent saine et sauve mais Haywire est déjà parti. Avant de s'enfuir, il a découpé une peinture représentant les Pays-Bas dans le salon de la vieille et l'a emportée avec lui.
Sara Tancredi reçoit une autre grue en origami dans son courrier, avec des nombres différents de ceux qui étaient sur la première. Elle les compose sur son téléphone mais c'est une ligne déconnectée. Au Capitole à Washington, Paul Kellerman fait son rapport à l'agent Kim, il n'a plus de contact direct avec la présidente Caroline Reynolds. Frank Tancredi se trouvant également au Capitole, il aperçoit Kellerman en costume des services secrets. Inquiet, il appelle quelques heures plus tard sa fille Sara, qui fait ses courses au supermarché, et lui recommande d'éviter tout contact à l'avenir avec « Lance ». Il a juste le temps de lui dire que cet homme n'est pas ce qu'il prétend être lorsque Sara est accostée par « Lance » au supermarché. 
Tandis que la fouille dans le garage de Jeanette continue, C-Note et Sucre arrivent (C-Note a trouvé la localisation du ranch dans l'épisode précédent et Sucre l'a pris à moto). Ils se mettent à creuser tandis que Tweener qui s'est rendu compte qu'il a oublié de faire le plein, repart dans une station service. Michael demande des nouvelles de Maricruz à Sucre mais celui-ci se montre sec et distant. Michael lui confie tout de même l'adresse d'un site internet Europeangoldfinch.net qui leur permettra de communiquer. 
Michael décide d'aller voir ce que font Jeanette et T-Bag et panique lorsqu'il ne les trouve pas. Elle est à l'étage et lui demande de partir ainsi que tous ses collègues de travail. Elle semble rassurée lorsqu'un officier de police s'approche de la maison. La soupçonnant de les avoir dénoncés, T-Bag réagit violemment en lui mettant un couteau sous la gorge, sous les yeux impuissants de Michael.
Pendant que Tweener est à la station service, il comprend qu'il s'est fait repéré et s'enfuit en abandonnant la voiture. Mahone (qui se trouvait dans le secteur) le prend en chasse et parvient à capturer le jeune fugitif après une courte poursuite dans le voisinage.

## Informations complémentaires

### Chronologie
- Selon le post-it collé sur le mur du bureau de Mahone dans l'épisode Panama, les évènements de cet épisode ainsi que ceux du suivant se déroulent le 1er juin : Michael Scofield, Lincoln Burrows, Fernando Sucre, Benjamin M. Franklin, Theodore Bagwell, David Apolskis (deceased) - Tooele, UT.

### Culture
- Le titre original Subdivision fait référence à l'ensemble bien structuré des maisons qui ont remplacé le ranch. Aux États-Unis, une subdivision est l'équivalent juridique d'un lotissement en France.
- Lorsque T-Bag dit : « Sorry I'm not all Rain Man over here. » (« Je suis désolé de ne pas être Rainman là. »), il fait référence au personnage interprété par Dustin Hoffman dans le film Rain Man et qui avait une impressionnante mémoire photographique.
- Au bureau du FBI à Salt Lake City, un portrait de J. Edgar Hoover y est visible. Il s'agit du plus célèbre directeur de l'agence. Il l'a dirigée de 1924 à 1972.

### Divers
- C'est la première apparition de Haywire (Silas Weir Mitchell) dans la 2e saison (en négligeant une courte apparition dans l'épisode 2x1 pendant que Wheeler citait tous les évadés) .
- Marshall Allman (L.J.) et Wade Williams (Bellick) n'apparaissent pas dans cet épisode.

### Erreurs
Paul Kellerman regarde Sara Tancredi et il reçoit un appel: Kellerman répond sans décrocher son télephone. 